# Avlónas
Avlónas (Salesi, Avlon, Avlonas) är en ort i Grekland.   Den ligger i prefekturen Nomarchía Anatolikís Attikís och regionen Attika, i den sydöstra delen av landet, 30 km norr om huvudstaden Aten. Avlónas ligger 155 meter över havet och antalet invånare är 5 744.
Terrängen runt Avlónas är kuperad åt sydost, men åt nordväst är den platt. Runt Avlónas är det ganska tätbefolkat, med 144 invånare per kvadratkilometer. Närmaste större samhälle är Áno Liósia, 18,7 km söder om Avlónas. Trakten runt Avlónas består till största delen av jordbruksmark.